# Crassicrus lamanai
Crassicrus es un género de arañas migalomorfas de la familia Theraphosidae. Hasta 2017 contiene 5 especies que se distribuyen desde México a Belice.
Una especie es Crassicrus lamanai, endémica del norte de Belice.  